# Nathan Banks
Nathan Banks, född den 13 april 1868 i Roslyn, New York, död den 24 januari 1953 i Holliston, Massachusetts, var en amerikansk entomolog som blev mest känd för sina arbeten inom nätvingar, vattennätvingar, steklar och kvalster. 
Banks började att arbeta med kvalster inom USA:s jordbruksdepartement 1880. År 1915 gav han ut sin första omfattande engelskspråkiga handbok om kvalster, A Treatise on the Acarina, Or Mites. Han lämnade jordbruksdepartementet 1916 för att arbeta på Museum of Comparative Zoology, där han arbetade med steklar och nätvingar. Banks valdes in i American Academy of Arts and Sciences 1922, han författade mer än 440 tekniska arbeten mellan 1890 och 1951.
Auktorsnamnet Banks kan användas för Nathan Banks i samband med ett vetenskapligt namn inom zoologin; se Wikipedia-artiklar som länkar till auktorsnamnet.